# لوك روبيتاي
لوك روبيتاي (17 فبراير 1966 -) (بالإنجليزية: Luc Robitaille)‏ هو لاعب هوكي الجليد كندي أمريكي محترف ولاعب سابق. يشغل حاليا منصب رئيس لوس أنجلوس كينغز التابع لدوري الهوكي الوطني.